# Сан-Роман-де-Аройнш
Сан-Роман-де-Аройнш (порт. São Romão de Arões)  —  район (фрегезия) в Португалии,  входит в округ Брага. Является составной частью муниципалитета  Фафе. Находится в составе крупной городской агломерации Большое Минью. По старому административному делению входил в провинцию Минью. Входит в экономико-статистический  субрегион Аве, который входит в Северный регион. Население составляет 3258 человек на 2001 год. Занимает площадь 6,37 км².